# دندان‌گرازی عجیب
دندان‌گرازی عجیب (نام علمی: Eupogonesthes xenicus) نام یک گونه از تیره لق‌دهانان است.